# Вымя

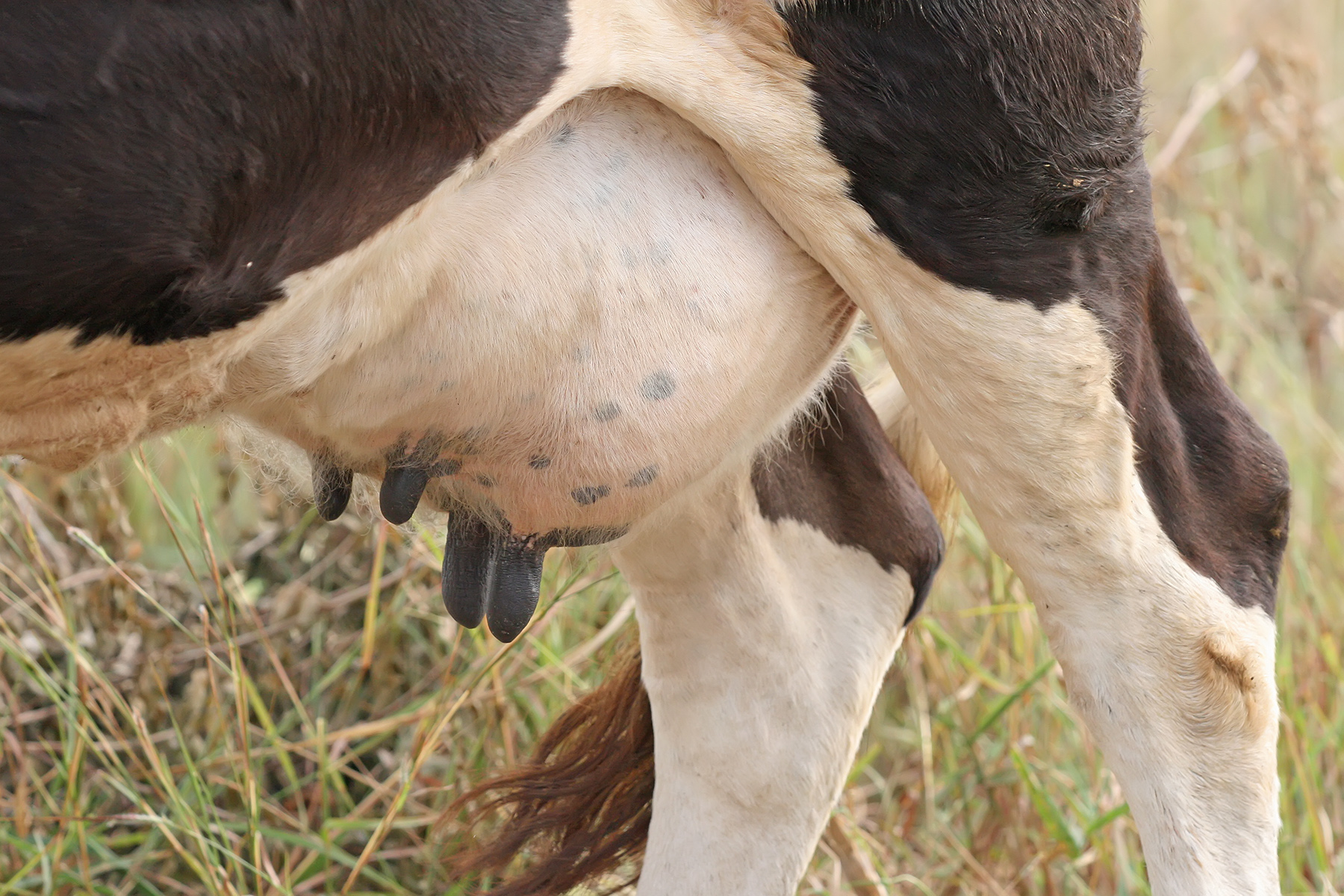
Вымя коровы, каждая доля имеет свой сосок

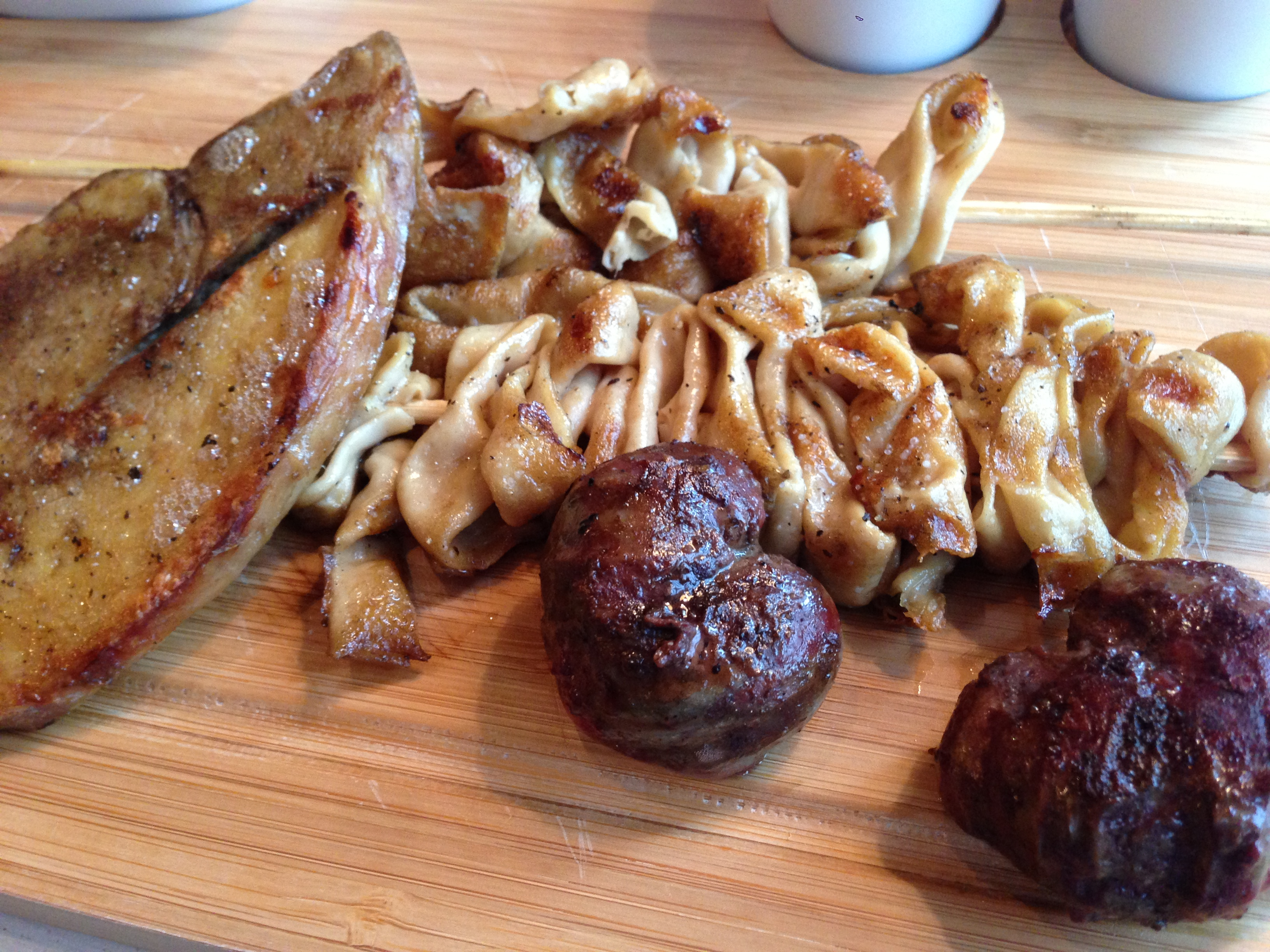
Кусок вымени (слева) среди жареных телячьих субпродуктов

Вы́мя — орган, образуемый молочными железами самок некоторых млекопитающих животных, например, у жвачных, таких как коровы, козы, свиньи, оленя, косули. Располагается вымя в области живота или паховой области, состоит из нескольких долей. Количество долей отличается у разных животных. У овец, коз и кобыл вымя состоит из одной пары долей, у коров и косуль — из двух пар, слитых в одно целое, у собак и у свиней вымя состоит из пакетов, расположенных симметрично вдоль белой линии живота. Число пакетов варьирует от 8 до 14. Каждый пакет имеет две, реже три неразличимые снаружи доли и такое же количество цистерн, переходящих в сосковые каналы. Молоко вырабатывается в секреторном эпителии мельчайших полостей — альвеол, расположенных вокруг молочных протоков, последние открываются в молочные цистерны. Удержание молока в вымени происходит за счёт капиллярного эффекта, а также сфинктерных мышц, расположенных вокруг крупных молочных протоков. Для производства 50 литров молока корове требуется пропустить через вымя 25 000 литров крови.
Вымя снаружи покрыто мягкой, эластичной кожей, образующей большое количество складок. Благодаря высокой эластичности, железа может значительно увеличиваться в объёме при заполнении ёмкостной системы молоком.
Размеры и форма вымени и сосков зависят от породы, возраста, индивидуальных особенностей, периода лактации, физиологического состояния животного.
Правильная гигиена вымени сельскохозяйственных животных очень важна в молочной промышленности, предотвращает маститы и обеспечивает регулярное, обильное выделение молока. Существуют косметические средства по уходу за кожей вымени, поскольку при доении или кормлении молодняка кожа подвержена растрескиванию и раздражению.
После забоя самок большинства сельскохозяйственных животных их вымя редко употребляется в пищу. Некоторое исключение составляет коровье вымя, относящееся к субпродуктам первой категории. В ряде национальных кухонь — в частности, в Южной Америке — оно довольно часто готовится как отдельно, так и в смеси с другими говяжьими субпродуктами.